# Samuel Bongani Mfeka
Samuel Bongani Mfeka est un tueur en série d'Afrique du Sud, arrêté le 8 septembre 1996 à Kwa Zulu Natal pour viol,.
En détention il donne six endroits différents, où il a caché six corps de femmes qu'il a étranglées et tuées.
Son premier meurtre remonte à 1993. Le dernier corps est retrouvé le 8 septembre 1996 dans un état de décomposition avancée. Selon la police, quatre corps sont retrouvés entre son domicile et Kwa Zulu Natal. Mfeka est également interrogé sur les quinze corps laissés par l'étrangleur de Nasrec, même s'il n'est pas officiellement accusé.